# Papillaria renauldii
Papillaria renauldii là một loài Rêu trong họ Meteoriaceae. Loài này được Besch. mô tả khoa học đầu tiên năm 1888.